# Campeonato Albanês de Futebol de 2023–24 – Primeira Divisão
A Primeira Divisão do Campeonato Albanês de Futebol de 2023–24, também conhecida como Kategoria Superiore de 2023–24 e oficialmente como Abyssnet Superiore de 2023–24, será a 85.ª temporada oficial do campeonato de clubes equivalente à primeira divisão do futebol albanês e a 24.ª temporada como Kategoria Superiore.
A temporada contará com a participação de dez clubes e será disputada entre 26 de agosto de 2023 e 11 de maio de 2024. O certame será organizado pela Associação de Futebol da Albânia (em albanês:  Federata Shqiptare e Futbollitou — FSHF), entidade máxima do futebol na Albânia.
O campeão da temporada garantirá uma vaga na primeira rodada de qualificação da Liga dos Campeões de 2024–25, o segundo e o terceiro colocados garantirão vaga na primeira rodada de qualificação da Liga Conferência Europa de 2024–25.

## Regulamento
Como nova formatação em relação à temporada anterior, a competição será dividida em duas fases: uma classificatória e uma fase final, ambas, no sistema de todos contra todos (sistema de pontos corridos). Na fase de classificação, os dez clubes jogam entre si por quatro turnos (dois de ida e dois de volta) e ao final das 36 rodadas, os quatro primeiros colocados passam para a fase final onde disputarão o título da temporada.
Na fase final, também chamada de "Final Four", os clubes classificados jogam entre si em turno único e quem somar mais pontos nestas três rodadas será declarado campeão albanês. Todos os jogos serão disputadas no estádio "Air Albania" em Tirana. O clube campeão participará da primeira pré-eliminatória da Liga dos Campeões, enquanto as outras duas melhores colocadas (2º e 3º colocados) participarão da Liga Conferência Europa. Caso a equipe vencedora da Copa da Albânia esteja entre os três primeiros lugares ao final do "Final Four", o direito de participar da Liga Conferência Europa pertencerá ao 4º colocado.
Quanto à parte inferior da classificação, não há mudanças, o 9º e o 10º colocados caem automaticamente para a segunda divisão de 2024–25, enquanto o 8º colocado disputará uma repescagem contra o vencedor do play-off da segunda divisão de 2023–24.

## Participantes
Dois clubes foram promovidos da Kategoria e Parë (segunda divisão) de 2022–23, Dinamo Tirana e Skënderbeu (ambos promovidos após um ano de ausência). Bylis (após apenas um ano na primeira divisão) e Kastrioti (após três anos na primeira divisão) foram rebaixados para Kategoria e Parë no final da temporada passada da Kategoria Superiore.
| Equipe        | Cidade     | Estádio (mando)     | Temporada de 2022–23            |
| ------------- | ---------- | ------------------- | ------------------------------- |
| Dinamo Tirana | Tirana     | Kamëz               | Vice-campeão (Kategoria e Parë) |
| Egnatia       | Rrogozhinë | Arena Egnatia       | 3º lugar                        |
| Erzeni        | Shijak     | Niko Dovana         | 8º lugar                        |
| Kukësi        | Kukës      | Kukës Arena         | 7º lugar                        |
| Laçi          | Laç        | Laçi                | 5º lugar                        |
| Partizani     | Tirana     | Partizani Complex   | Campeão                         |
| Skënderbeu    | Korçë      | Skënderbeu          | Campeão (Kategoria e Parë)      |
| Teuta         | Durrës     | Niko Dovana         | 6º lugar                        |
| Tirana        | Tirana     |                     | 2º lugar                        |
| Vllaznia      | Shkodër    | Estádio Loro Boriçi | 4º lugar                        |

1. ↑  O Dinamo Tirana mandará seus jogos na temporada de 2023–24 no Estádio Kamëz em Kamëz, já que seu estádio, o Estádio Stërmasi Stadium, está em reconstrução.
2. ↑  O Erzeni mandará seus jogos na temporada de 2023–24 no Estádio Niko Dovana em Durrës, já que seu estádio, o Estádio Tofik Jashari, não é adequado para jogos da Kategoria Superiore.

## Classificação
| Pos | Equipe        | Pts | J  | V  | E  | D  | GP | GC | SG  | Qualificação ou rebaixamento                  |
| --- | ------------- | --- | -- | -- | -- | -- | -- | -- | --- | --------------------------------------------- |
| 1   | Egnatia       | 54  | 29 | 15 | 9  | 5  | 46 | 30 | +16 | Classificados para a rodada do final four     |
| 2   | Vllaznia      | 50  | 29 | 14 | 8  | 7  | 37 | 27 | +10 | Classificados para a rodada do final four     |
| 3   | Partizani     | 47  | 29 | 12 | 11 | 6  | 40 | 26 | +14 | Classificados para a rodada do final four     |
| 4   | Dinamo Tirana | 42  | 29 | 12 | 6  | 11 | 39 | 37 | +2  | Classificados para a rodada do final four     |
| 5   | Skënderbeu    | 40  | 29 | 12 | 4  | 13 | 28 | 35 | −7  |                                               |
| 6   | Tirana        | 39  | 29 | 10 | 9  | 10 | 49 | 46 | +3  |                                               |
| 7   | Teuta         | 34  | 29 | 8  | 10 | 11 | 28 | 34 | −6  |                                               |
| 8   | Laçi          | 32  | 29 | 6  | 14 | 9  | 29 | 27 | +2  | Disputa do play-off de rebaixamento           |
| 9   | Erzeni        | 28  | 29 | 6  | 10 | 13 | 25 | 42 | −17 | Rebaixados para a Kategoria e Parë de 2024–25 |
| 10  | Kukësi        | 25  | 29 | 6  | 7  | 16 | 27 | 44 | −17 | Rebaixados para a Kategoria e Parë de 2024–25 |

## Fase final

### Classificação doFinal Four
| Pos. | Equipes     | Pts | J | V | E | D | GP | GC | SG | Classificação                                        |
| ---- | ----------- | --- | - | - | - | - | -- | -- | -- | ---------------------------------------------------- |
| 1º   | 1º colocado | —   | — | — | — | — | —  | —  | —  | Primeira pré-eliminatória da Liga dos Campeões       |
| 2º   | 2º colocado | —   | — | — | — | — | —  | —  | —  | Primeira pré-eliminatória da Liga Conferência Europa |
| 3º   | 3º colocado | —   | — | — | — | — | —  | —  | —  | Primeira pré-eliminatória da Liga Conferência Europa |
| 4º   | 4º colocado | —   | — | — | — | — | —  | —  | —  |                                                      |

### Resultados doFinal Four
|  | 1º colocado | — | 4º colocado |  |  |
|  |             |   |             |  |  |

|  | 2º colocado | — | 3º colocado |  |  |
|  |             |   |             |  |  |

|  | 3º colocado | — | 1º colocado |  |  |
|  |             |   |             |  |  |

|  | 4º colocado | — | 2º colocado |  |  |
|  |             |   |             |  |  |

|  | 1º colocado | — | 2º colocado |  |  |
|  |             |   |             |  |  |

|  | 3º colocado | — | 4º colocado |  |  |
|  |             |   |             |  |  |

## Premiação
| Abyssnet Superiore de 2023–24 Primeira Divisão do Campeonato Albanês de Futebol |
| ------------------------------------------------------------------------------- |
| Em disputa Campeão (? título da primeira divisão)                               |